# Friedrich Griepenkerl
Friedrich Griepenkerl (* 25. März 1826 in Brilon; † 6. September 1900 in Göttingen) war ein deutscher Agrarwissenschaftler.
Nach mehrjähriger Lehrzeit in landwirtschaftlichen Betrieben und ergänzender theoretischer Fachausbildung in Darmstadt studierte er vier Semester an der Universität Gießen. Hier arbeitete er im chemischen Laboratorium von Justus von Liebig. 1848 wurde er in Gießen mit einer Arbeit über die Kartoffelkrankheit zum Dr. phil. promoviert.
1850 wurde Griepenkerl als a. o. Professor für Landwirtschaft und Agrikulturchemie an die Universität Göttingen berufen. Hier übernahm er den Hauptteil des landwirtschaftlichen Unterrichts in dem 1851 an der Universität eingerichteten landwirthschaftlichen Lehrcursus. 1857 wurde er zum o. Professor ernannt. Seitdem lehrte er an der vor den Toren Göttingens gelegenen Landwirtschaftlichen Akademie Weende, ab 1872 an dem neu gegründeten Landwirtschaftlichen Institut der Universität Göttingen. Bis zu seinem Tode hielt er Vorlesungen über alle Bereiche der Landwirtschaft, unter anderem über Agrikulturchemie, Ackerbausysteme, Wiesenbau und landwirtschaftlichen Pflanzenbau.
Griepenkerl lebte ganz für seine Lehrtätigkeit. Er betreute zahlreiche pflanzenbauliche Dissertationen. Als Autor wissenschaftlicher Abhandlungen ist er nur mit wenigen kleineren Beiträgen hervorgetreten.